# トドル・ヴェセリノヴィッチ
トドル・ヴェセリノヴィッチ（セルビア語: Тодор Веселиновић, ラテン文字転写: Todor Veselinović、1930年10月22日 - 2017年5月17日）は、セルビア（旧ユーゴスラビア）の元サッカー選手、サッカー指導者。ポジションはフォワード。

## 経歴
FKヴォイヴォディナ・ノヴィ・サドの伝説的ストライカー。監督としてもヨーロッパと南米で多くのクラブを率いた。
ユーゴスラビア代表では1953年から1961年までの37試合に出場し28得点を記録している。